# Pyramidella camara
Pyramidella camara är en snäckart. Pyramidella camara ingår i släktet Pyramidella och familjen Pyramidellidae. Inga underarter finns listade i Catalogue of Life.